# 红纹卷管螺
红纹卷管螺（学名：Cytharopsis radulina），是新腹足目卷管螺科Cytharopsis属的一种。主要分布于台湾，常栖息在泥沙质海底。